# Vachellia tenuispina
Acacia tenuispina é uma espécie de leguminosa do gênero Acacia, pertencente à família Fabaceae.